# Казонето (Тревизо)
Казонето је насеље у Италији у округу Тревизо, региону Венето.
Према процени из 2011. у насељу је живело 14 становника. Насеље се налази на надморској висини од 115 м.